# Arne Andersson (idrottare)
Arne Valdemar Andersson, född 27 oktober 1917 i Trollhättan, död 1 april 2009 i Vänersborg, var en svensk löpare. Till yrket var han folkskollärare. Under 1940-talet var han en av världens bästa löpare på medeldistans tillsammans med landsmannen Gunder Hägg. Liksom Hägg stängdes han av 1945 från vidare tävlande, för att ha överträtt de dåvarande amatörreglerna inom idrott.

## Biografi
Arne Andersson växte upp i Vargön och tog studenten i Vänersborg. Som pojke tävlade han i Uddevalla IS. Han kom till Örgryte IS med Martin Jansson som tränare, efter ett år i IF Elfsborg. Arne Andersson var förste svensk som sprang 1500 meter under 3.50, vilket inträffade 1939 i landskampen mot Finland, då han segrade på tiden 3.48,8. Andersson var även en bra cyklist. Då Sveriges journalister röstade fram Sveriges bäste idrottsman 1944, fick Arne Andersson mottaga Örnpokalen.
Arne Andersson var Gunder Häggs medtävlare i kampen om världsrekorden på medeldistans under första hälften av 1940-talet. Han slog världsrekord på 1500 meter 1943, samtidigt som Gunder Hägg var på turné i USA.
Han utsågs 1942 till Stor grabb nummer 101 i friidrott, Gunder Hägg fick nummer 102.
Andersson tävlade för Uddevalla IS, IF Elfsborg, Örgryte IS och SoIK Hellas.

### Avstängning
I oktober 1945 stängdes Andersson och löparkollegan Hägg av för att de tagit betalt för att tävla och därmed brutit mot amatörreglerna. Straffet fastställdes och kungjordes i mars 1946. Den ursprungliga strafftiden "för evigt" väckte löje och ändrades senare till "på livstid". Arne Andersson sprang sitt sista lopp i Visby söndagen den 14 oktober 1945.

## Meriter
- 1935 - Guld Skol-SM 1 500 meter.
- 1936 - Guld Skol-SM 1 500 meter.
- 1936 - Guld Skol-SM terräng.
- 1937 - Guld Skol-SM terräng.
- 28 juli 1939 - Landslagsdebut i Finnkampen, vinner 1 500 meter och slår med 3.48,8 Eric Nys svenska rekord från 1934 med 2 sekunder.
- 1941 - SM-guld terräng 4000 m.
- 1942 - SM-guld terräng 4000 m.
- 4 september 1942 - Tangerar Gunder Häggs världsrekord (4.06,2) från samma år på engelska milen.
- 1 juli 1943 - Slår med 4.02,6 Gunder Häggs världsrekord på engelska milen på Slottskogsvallen i Göteborg.
- 17 augusti 1943 - Sätter nytt världsrekord (3.45,0[8]) på 1 500 meter i halvtid av en fotbollsmatch mellan Örgryte IS och Skeid Fotball från Oslo. Gunder Hägg hade det gamla rekordet.
- 1943 - Erhåller Svenska Dagbladets guldmedalj.
- 1944 - Slår världsrekordet på trekvarts engelsk mil
- 17 juli 1944 - Sänker sitt eget världsrekord till 4.01,6 på engelska milen i en tävling i Malmö.

### Källor

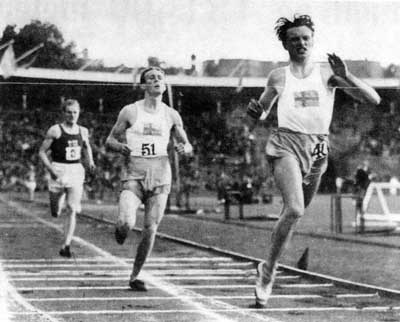
Arne Andersson segrar på 1500 meter och sätter nytt svenskt rekord med tiden 3.48,8 i en landskamp mot Finland den 28 juli 1939 på Stockholms Stadion.